# DexDrive
DexDrive son una serie de  lectores de tarjetas de memoria  para  transferencia de datos de consolas de videojuegos domésticos a una PC lanzada en 1998 . Fue fabricado por la desaparecida InterAct,  para usar con tarjetas de memoria de  y Nintendo 64 .

## Visión general

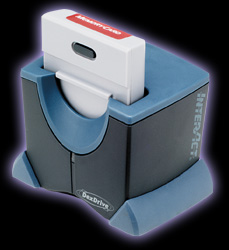
DexDrive para Nintendo-64

DexDrive brinda a los propietarios de PC una solución de respaldo de datos de una consola como una alternativa más económica que comprar muchas tarjetas de memoria y permite compartir en línea las partidas guardadas. La capacidad de las memorias de guardado de las consolas era de 128 KB, mucho menos que incluso un disquete . El costo y la capacidad eran mucho más favorables en una PC debido a la eficiencia de las unidades de disco duro . Por el costo de dos tarjetas de memoria, los propietarios de DexDrive tuvieron la oportunidad de almacenar de manera efectiva cantidades ilimitadas de datos del juego mediante la transferencia de archivos según sea necesario entre las tarjetas de memoria y la PC. los datos del juego se pueden compartir a través de Internet o se pueden usar con emuladores de consola.
DexDrive se conecta a la PC a través del extinto puerto serie de las computadoras de los 2000s y una aplicación para Windows llamada DexPlorer. Interact desarrolló una forma de usar Game Shark para compartir datos guardados para juegos de Nintendo 64 que usan almacenamiento basado en cartuchos en lugar de tarjetas de memoria. Según los informes, se estaba desarrollando una versión USB.

## Recepción
Core Magazine dijo que el puerto serial es lento pero que la instalación y configuración del hardware y software es simple. DexChange.net fue actualizado por empleados de Interact que proporcionaban archivos para juegos que los usuarios no tienen, y los nuevos juegos se cubrieron rápidamente, lo que generó "más guardados disponibles de los que podría desear". La revista resumió: "Con todo, DexDrive es una idea espléndida y vale su precio minorista de $ 39.95 (que es, como señala Interact, el costo de una tarjeta de memoria típica de varias páginas). El DexDrive puede terminar siendo uno de los periféricos para juegos más novedosos desde el controlador analógico".